# 이노정 (고치현 아가와군 2004년)
이노정(일본어: 伊野町)은 일본 고치현 중부  아가와군 속했던 정이다. 현재의 이노정(いの町) 남부에 해당한다.

## 역사
- 1956년 6월 1일 - 고가와촌, 기요미즈촌, 시모야카와촌, 가미야카와촌이 합병해 성립하였다.
- 2004년 10월 1일 - 도사군 혼카와촌, 아가와군 이노정과 합병해 이가와군 이노정이 성립하였다, 동일 이노정은 폐지되었다.

## 교통

### 도로
- 국도 194호선
- 국도 439호선

## 참고 문헌
- 角川日本地名大辞典編纂委員会,『角川日本地名大辞典 39 高知県』1983, 角川書店